# Batalla de Mesinópolis
La batalla de Mesinópolis (en búlgaro: Битка при Месинопол, Bitka pri Mesinopol) ocurrió el 4 de septiembre de 1207 cerca de la ciudad de Komotini en la actual Grecia entre los búlgaros y el reino latino de Tesalónica. El resultado fue una victoria búlgara.
Mientras los ejércitos del zar Kaloján sitiaban Adrianópolis en el este, el rey de Tesalónica, Bonifacio de Montferrato, lanzaba ataques hacia Bulgaria desde Serres. Su caballería llegó a Mesinópolis a cinco días de incursionar al este de Serres, pero en el montañoso terreno alrededor de la ciudad su ejército fue atacado por una gran fuerza compuesta principalmente por búlgaros locales. La batalla comenzó con la guardia personal latina y Bonifacio logró rechazar a los búlgaros, pero mientras los perseguía fue herido de muerte por una flecha y luego los cruzados fueron derrotados. Su cabeza fue enviada a Kaloján quien de inmediato organizó una campaña contra Tesalónica, la capital de Bonifacio. Sin embargo, Kaloján fue asesinado por conspiradores durante el asedio y los búlgaros levantaron el sitio.